# Gulābpura
Gulābpura är en ort i Indien.   Den ligger i distriktet Bhīlwāra och delstaten Rajasthan, i den nordvästra delen av landet, 400 km sydväst om huvudstaden New Delhi. Gulābpura ligger 400 meter över havet och antalet invånare är 26 467.
Terrängen runt Gulābpura är mycket platt, och sluttar österut. Runt Gulābpura är det ganska tätbefolkat, med 172 invånare per kvadratkilometer. Det finns inga andra samhällen i närheten. Trakten runt Gulābpura består till största delen av jordbruksmark.